# Wacław Denhoff-Czarnocki
Wacław Denhoff-Czarnocki (ur. 20 stycznia 1896 w Warszawie, zm. 11 kwietnia 1927 w Bydgoszczy) – żołnierz Legionów, kapitan piechoty Wojska Polskiego, pomysłodawca założenia klubu Polonia Warszawa, poeta.

## Dzieciństwo i młodość
Syn kupca Tadeusza i Zofii z Czarnowskich. Uczył się w Gimnazjum W. Wróblewskiego w Warszawie, w którym też zdał maturę w roku 1913. Jako uczeń należał do organizacji postępowo-niepodległościowej „Promień”. Następnie podjął studia medyczne na uniwersytecie w Lozannie, gdzie był członkiem tamtejszej „Filarecji”. 

## Działalność wojskowa
Od roku 1912 należał do Związku Strzeleckiego. W 1914 ukończył szkołę podoficerską, przebywał na letnim kursie oficerskim w krakowskich Oleandrach. W latach 1915–1918 działał w Polskiej Organizacji Wojskowej (pod pseudonimem Szembek). W tym czasie używał także nazwiska Denhoff, które później dodał do swojego nazwiska rodowego. 

### Przebieg służby
- 6 sierpnia 1914 - zastępca dowódcy 13 kompanii strzeleckiej.
- 25 sierpnia - dowódca I plutonu 1 kompanii V baonu 1 pułku piechoty Legionów Polskich
- 9 października - awans na ppor. piechoty
- 12 maja - został przydzielony do 3 szwadronu dyonu kawalerii rotmistrza Władysława Beliny-Prażmowskiego, w celu zapoznania się ze służba w kawalerii
- 15 lipca - adiutant baonu uzupełniającego I brygady
- 22 sierpnia - został komendantem okręgu Piotrkowskiego
- 15 października - komendant m.st. Warszawy.
- 17 grudnia objął funkcje adiutanta Komendy Naczelnej
- od 25 marca do 21 kwietnia 1916 kierownictwo okręgu Włocławskiego
- 22 kwietnia został szefem komisji wydawniczej POW
- 12 lutego 1917 objął funkcję komendanta szkoły podchorążych
- 4 lipca - komendant Okręgu Lubelskiego
- 15 listopada - ponownie komendantura m.st Warszawy.
- 1 lipca 1918 - objął funkcję szefa propagandy POW

W październiku wysłany w specjalnej misji do Lwowa, gdzie zastał go rozpad Austro-Węgier. Od 1 listopada uczestniczył w obronie Lwowa przeciwko Ukraińcom, początkowo na odcinku Domu Techników, potem dowodził odcinkiem Elektrownia. 2 grudnia, po oswobodzeniu miasta, został awansowany na porucznika piechoty, i otrzymał dowództwo 1 kompanii 6 pułku piechoty Legionów. 10 lutego 1919 został szefem oddziału wywiadowczego. 25 marca jako szef oddziału informacyjnego Dywizji Litewsko-Białoruskiej, uczestniczył w walkach z bolszewikami na froncie litewsko-białoruskim. 10 maja wyznaczony na szefa oddziału II dowództwa frontu. 15 listopada awansowany na kapitana piechoty. 10 stycznia 1920 mianowany adiutantem sztabowym. 1 kwietnia na skutek ciężkiej choroby płuc, przeszedł do dyspozycji naczelnego dowództwa, i został skierowany na urlop zdrowotny. Jednak z powodu trudnej sytuacji na froncie, pomimo złego stanu zdrowia, zorganizował dywersję na tyłach wojsk bolszewickich na terenach Małopolski Wschodniej. Po ustabilizowaniu sytuacji na froncie przeszedł do służby administracyjnej. Po zakończeniu wojny 10 listopada 1921 przeniesiony do 65 pułku piechoty w Starogardzie. Od 17 grudnia ponownie na urlopie zdrowotnym, mimo intensywnego leczenia w sanatorium w Rajczy następuje dalszy postęp gruźlicy, w związku z czym 30 września 1925 przechodzi w stan spoczynku.

### Odznaczenia
Czterokrotnie odznaczony Krzyżem Walecznych, pośmiertnie otrzymał Krzyż Niepodległości (1930).

## Twórczość literacka
W roku 1916 wydał w Kielcach zbiór Piosenki i Wiersze. Dopisał też kilka zwrotek do pieśni O mój rozmarynie. Ponadto był współredaktorem pism: „Przegląd Wojskowy” i „Strzelec”. Kilka dni przed śmiercią ukazał się zbiór jego wierszy pt. Włóczęga.

## Działalność sportowa
Był kapitanem drużyny piłkarskiej Korona I, działającego w ramach Warszawskiego Koła Sportowego. Pod koniec 1911 roku zaproponował kapitanom dwóch pozostałych drużyn działających w ramach koła sportowego, Stelli i Merkurego, połączenie w jedną drużynę, której nadał nazwę "Polonia" (łacińska nazwa Polski). Nazwa ta miała przypominać w 1911 roku o istnieniu Polski, pomimo tego, że nie było jej w tamtych czasach na mapach Europy. Szybko zakończył karierę piłkarską, jednak sport pozostał w sferze jego zainteresowań, gdy został redaktorem „Głosu Stadionu”. W 1924 był redaktorem odpowiedzialnym tygodnika „Stadjon”. 

## Życie prywatne
Żonaty z Wandą z Cumftów, mieli córkę Krystynę. 
Po zakończeniu służby wojskowej Wacław Denhoff-Czarnocki zamieszkał w Zakopanem, gdzie uprawiał taternictwo i narciarstwo. 
Zmarł na gruźlicę w Bydgoszczy, tam też - cmentarzu Nowofarnym - został pochowany. Miejsce jego pochówku (grób został zniwelowany) ustalone zostało w 2011 r. przez kibiców Polonii Warszawa we współpracy z rodziną Wacława Denhoff-Czarnockiego. 